# エスオベーション
エスオベーションは、かつて存在した日本の会社。

## 歴史
1994年4月25日、スポーツイベントを中心とするチケット販売会社として設立。後に事業を拡大して海外のスポーツイベントのチケット購入代行、アメリカのプロレス団体のキャラクターグッズの販売などを手掛ける。
2005年5月、女子プロレスに参入と少年レスリング育成プロジェクト「GOLD KID'S WRESTLING」を発足。
2015年11月、業績低迷などから資金繰りが逼迫して事業停止。
2016年3月30日、東京地方裁判所より破産手続開始決定を受ける。11月、法人格消滅。

## 女子プロレス
2005年5月、吉田万里子がエスオベーションとマネジメント契約を結んで息吹事務局を発足。選手のマネジメントと興行のプロモートを行っていた。アメリカのプロレス団体のキャラクターグッズを販売している関係で、アメリカの女子プロレス団体の窓口としてマネジメント契約選手を中心とする海外遠征や外国人選手の来日に携わっていた。

### 主な興行

#### 息吹
2005年5月、全日本女子プロレスとGAEA JAPANの解散、進まない世代交代により、どん底に追い込まれた女子プロレス界を救うべく、元全日本女子の吉田万里子が自主興行「息吹」を開催することを発表。大会名の「息吹」には低迷する女子プロレス界を復興へと導く、若き選手達の新たな時代の「息吹」を感じてほしいという意味が込められている。6月5日、新木場1stRINGで旗揚げ戦を開催。
2010年2月11日、新木場1stRING大会を最後に活動終了。

#### Joshi 4 Hope
2010年11月30日、新木場1stRINGで旗揚げ戦を開催。
2014年3月9日、新木場1stRING大会を最後に活動終了。
| Joshi 4 Hope 2010年11月30日 新木場1stRING 観衆171人 | Joshi 4 Hope 2010年11月30日 新木場1stRING 観衆171人 | Joshi 4 Hope 2010年11月30日 新木場1stRING 観衆171人 | Joshi 4 Hope クリスマススペシャル 2011年12月24日 新宿FACE 観衆未発表 | Joshi 4 Hope クリスマススペシャル 2011年12月24日 新宿FACE 観衆未発表 | Joshi 4 Hope クリスマススペシャル 2011年12月24日 新宿FACE 観衆未発表 |
| 第1試合 TLW世界女子タッグ王座決定戦                 | 第1試合 TLW世界女子タッグ王座決定戦                 | 第1試合 TLW世界女子タッグ王座決定戦                 | 第1試合 シングルマッチ                                               | 第1試合 シングルマッチ                                               | 第1試合 シングルマッチ                                               |
| 米山香織 ○ヘイリー・ヘイトレッド                    | 13分50秒 ライガーボム                               | チェリーボム セクシー・スター×                      | ○チェリー                                                            | 10分38秒 チェリートーンボム                                          | 小松奈央×                                                            |
| 第2試合 スペシャルシングルマッチ                    | 第2試合 スペシャルシングルマッチ                    | 第2試合 スペシャルシングルマッチ                    | 第2試合 タッグマッチ                                                 | 第2試合 タッグマッチ                                                 | 第2試合 タッグマッチ                                                 |
| △田村欣子                                           | 時間切れ引き分け                                    | マディソン・イーグル△                               | 中川ともか ×ケリー・スケーター                                       | ライガーボム                                                         | ラビット美兎 ヘイリー・ヘイトレッド○                                 |
| 第3試合 タッグマッチ                                | 第3試合 タッグマッチ                                | 第3試合 タッグマッチ                                | 第3試合 タッグマッチ                                                 | 第3試合 タッグマッチ                                                 | 第3試合 タッグマッチ                                                 |
| 松本浩代 ×大畠美咲                                  | 16分56秒 外道クラッチ                               | タニー・マウス 宮崎有妃○                            | 松本浩代 ×川佐ナナ                                                   | 18分4秒 ビッグブーツ                                                 | 桜花由美○ 下野佐和子                                                 |
| 第4試合 シングルマッチ                              | 第4試合 シングルマッチ                              | 第4試合 シングルマッチ                              | 第4試合 タッグマッチ                                                 | 第4試合 タッグマッチ                                                 | 第4試合 タッグマッチ                                                 |
| ○中川ともか                                         | 14分17秒 唸れ!豪腕                                  | 栗原あゆみ×                                         | 栗原あゆみ ×飯田美花                                                 | 16分29秒 花マルどっかん                                              | 大畠美咲○ 花月                                                       |
| Joshi 4 Hope3 2012年2月22日 新木場1stRING 観衆153人 | Joshi 4 Hope3 2012年2月22日 新木場1stRING 観衆153人 | Joshi 4 Hope3 2012年2月22日 新木場1stRING 観衆153人 | Joshi 4 Hope4 2012年10月7日 東京キネマ倶楽部 観衆212人               | Joshi 4 Hope4 2012年10月7日 東京キネマ倶楽部 観衆212人               | Joshi 4 Hope4 2012年10月7日 東京キネマ倶楽部 観衆212人               |
| 第1試合 シングルマッチ                              | 第1試合 シングルマッチ                              | 第1試合 シングルマッチ                              | 第1試合 チャレンジマッチ                                             | 第1試合 チャレンジマッチ                                             | 第1試合 チャレンジマッチ                                             |
| ○Ray                                                | 11分23秒 ムーンサルトプレス                         | 飯田美花×                                           | ○夕陽                                                                | 6分10秒 ファイヤーバードスプラッシュ                                 | ベーダ・スコット×                                                    |
| 第2試合 タッグマッチ                                | 第2試合 タッグマッチ                                | 第2試合 タッグマッチ                                | 第2試合 中川ともか&桜花由美 アメリカ壮行試合                         | 第2試合 中川ともか&桜花由美 アメリカ壮行試合                         | 第2試合 中川ともか&桜花由美 アメリカ壮行試合                         |
| ○桜花由美 コートニー・ラッシュ                      | 16分0秒 ブラディーEX                                | 中川ともか ケリー・スケーター×                      | ○中川ともか シ・ナ・ナ                                               | 16分28秒 CRB                                                         | 桜花由美 成宮真希×                                                   |
| 第3試合 SHIMMERタッグ選手権試合                     | 第3試合 SHIMMERタッグ選手権試合                     | 第3試合 SHIMMERタッグ選手権試合                     | 第3試合 タッグマッチ                                                 | 第3試合 タッグマッチ                                                 | 第3試合 タッグマッチ                                                 |
| ○浜田文子 栗原あゆみ                                | 14分40秒 APクロス                                   | 松本浩代× 大畠美咲                                  | ○栗原あゆみ 飯田美花                                                 | 15分32秒 裏投げ                                                      | Leon 勝愛実×                                                         |
|                                                     |                                                     |                                                     | 第4試合 松本浩代&水波綾 アメリカ&カナダ壮行試合                      |                                                                      |                                                                      |
|                                                     |                                                     |                                                     | ○松本浩代 水波綾                                                     | 15分37秒 ロックドロップ                                              | 中島安里紗 勇気彩×                                                   |
|                                                     |                                                     |                                                     | 第5試合 REMIX女子選手権試合                                          |                                                                      |                                                                      |
|                                                     |                                                     |                                                     | ○ヘイリー・ヘイトレッド                                              | 17分12秒 ライガーボム                                                | ミスシェフ×                                                          |
| Joshi 4 Hope V 2014年3月9日 新木場1stRING 観衆202人 |                                                     |                                                     |                                                                      |                                                                      |                                                                      |
| 第1試合 シングルマッチ                              |                                                     |                                                     |                                                                      |                                                                      |                                                                      |
| 〇花月                                              | 5分32秒 スクリュードライバー                        | 山下りな×                                           |                                                                      |                                                                      |                                                                      |
| 第2試合 シングルマッチ                              |                                                     |                                                     |                                                                      |                                                                      |                                                                      |
| 〇Leon                                              | 6分21秒 マッドスプラッシュ                          | クレージー・マリー×                                 |                                                                      |                                                                      |                                                                      |
| 第3試合 シングルマッチ                              |                                                     |                                                     |                                                                      |                                                                      |                                                                      |
| 〇アルファ・フィーメル                              | 6分44秒 ジャンピングパワーボム                      | 旧姓・広田さくら×                                   |                                                                      |                                                                      |                                                                      |
| 第4試合 タッグマッチ                                |                                                     |                                                     |                                                                      |                                                                      |                                                                      |
| △松本浩代 夕陽                                      | 時間切れ引き分け                                    | 夏樹☆たいよう 世IV虎△                               |                                                                      |                                                                      |                                                                      |
| 第5試合 シングルマッチ                              |                                                     |                                                     |                                                                      |                                                                      |                                                                      |
| 〇大畠美咲                                          | 9分59秒 花マルどっかん                              | つくし×                                             |                                                                      |                                                                      |                                                                      |
| 第6試合 SHIMMERタッグ選手権試合                     |                                                     |                                                     |                                                                      |                                                                      |                                                                      |
| ケリー・スケーター 〇中川ともか                     | 16分16秒 120％スクールボーイ                        | マディソン・イーグル× イーヴィー                    |                                                                      |                                                                      |                                                                      |

#### サンスト納涼プロレス
元々は「息吹」が2005年から2007年まで入場無料興行として8月にサンストリート亀戸マーケット広場で開催していた。2010年8月22日、入場無料興行「サンスト納涼プロレス」を開催。

#### ジャングルジャック21自主興行
2011年6月12日、ユニット「ジャングル・ジャック21」に所属している中川ともかと松本浩代によるプロデュース興行を東京キネマ倶楽部で開催。

### 最終マネジメント契約選手
- 中川ともか
- 松本浩代
- ケリー・スケーター

### 歴代マネジメント契約選手
- 吉田万里子
- 成国晶子
- 大畠美咲
- 本橋裕子
- 山田よう子
- Ray
- NAO
- イーヴィー
- エスイ